# Diadasia australis
Diadasia australis är en biart som först beskrevs av Cresson 1878.  Diadasia australis ingår i släktet Diadasia och familjen långtungebin.

## Underarter
Arten delas in i följande underarter:
- D. a. australis
- D. a. californica